# カーリー・ラッセル
カーリー・ラッセル（Curley Russell、1917年3月19日 - 1986年7月3日）は、アメリカのジャズ・ミュージシャンであり、多くのビバップのレコーディングでベースを演奏した。
トリニダードで生まれ、ニューヨークで育った。その巻き毛から「カーリー」と呼ばれていた。
タッド・ダメロン・セクステットのメンバーを務めた彼は、ビバップ特有の速いテンポで演奏する能力を買われ、同時期のいくつかの重要なレコーディングに参加している。1950年代後半に音楽業界を離れた。
1951年5月1日、ラッセルは、アメリカのジャズ・ピアニストであるバド・パウエルが作曲し、マックス・ローチがドラムを担当した「ウン・ポコ・ローコ (Un Poco Loco)」のレコーディング・セッションに参加した。文芸評論家のハロルド・ブルームは、20世紀アメリカ芸術の最高傑作たちという彼の短いリストにこのパフォーマンスを含めた。
ジャズの歴史家フィル・シャープによると、クラシックなビバップ曲「ドナ・リー (Donna Lee)」は、「バック・ホーム・アゲイン・イン・インディアナ (Back Home Again in Indiana)」のコントラファクト（コード進行だけ借用した別の曲）であり、タイトルはカーリーの娘にちなんで名付けられた。2002年、彼女は父親のベースをラトガース大学のジャズ研究所に寄贈している。
彼は1986年に69歳でクイーンズ総合病院にて肺気腫により死亡した。

## ディスコグラフィ

### 参加アルバム
- チャーリー・パーカー : 『ザ・チャーリー・パーカー・ストーリー』 - The Charlie Parker Story (1956年、Savoy) ※1945年録音
- チャーリー・パーカー : 『チャーリー・パーカー・メモリアル VOL.1』 - Memorial Vol. 1 (1955年、Savoy) ※1947年録音
- チャーリー・パーカー : 『チャーリー・パーカー・メモリアル VOL.2』 - Memorial Vol. 2 (1955年、Savoy) ※1947年–1948年録音
- ソニー・スティット : 『スティット、パウエル&J.J.』 - Sonny Stitt/Bud Powell/J. J. Johnson (1956年、Prestige) ※1949年–1950年録音 with バド・パウエル
- バド・パウエル : 『ジャズ・ジャイアント』 - Jazz Giant (1956年、Verve) ※1950年録音
- ファッツ・ナヴァロ : 『ザ・ファビュラス・ファッツ・ナヴァロ Vol.1』 - The Fabulous Fats Navarro Volume 1 (1957年、Blue Note) ※1947年–1949年録音
- ファッツ・ナヴァロ : 『ザ・ファビュラス・ファッツ・ナヴァロ Vol.2』 - The Fabulous Fats Navarro Volume 2 (1957年、Blue Note) ※1947年–1949年録音
- マイルス・デイヴィス : 『ザ・リアル・バース・オヴ・ザ・クール』 - The Real Birth of the Cool (1989年、Bandstand) ※1948年録音
- スタン・ゲッツ : 『アーリー・スタン』 - Early Stan (1963年、Prestige) ※1949年–1953年録音
- ジョージ・ウォーリントン : Trio (1952年、Progressive) ※1949年–1951年録音
- ジョージ・ウォーリントン : Trios (1968年、Prestige) ※1952年–1953年録音
- ミルト・ジャクソン : 『ローレン・バグス』 - Roll 'Em Bags (1956年、Savoy) ※1949年–1956年録音
- アル・コーン : 『コーンズ・トーンズ』 - Cohn's Tones (1956年、Savoy) ※1950年–1953年録音
- デクスター・ゴードン : 『デクスター・ライズ・アゲイン』 - Dexter Rides Again (1958年、Savoy)
- ズート・シムズ : 『ズート・シムズ・カルテッツ』 - Quartets (1956年、Prestige) ※1950年録音
- バド・パウエル : 『ジ・アメイジング・バド・パウエル Vol.1』 - The Amazing Bud Powell (1952年、Blue Note)
- チャーリー・パーカー & ディジー・ガレスピー : 『バード・アンド・ディズ』 - Bird and Diz (1952年、Verve)
- コールマン・ホーキンス : Disorder at the Border (1973年、Spotlite) ※1952年録音
- セロニアス・モンク : 『セロニアス・モンク・トリオ』 - Thelonious Monk Trio/Blue Monk (1956年、Prestige) ※1952年–1954年録音
- ケニー・ドリュー : 『イントロデューシング・ザ・ケニー・ドリュー・トリオ』 - New Faces, New Sounds (1953年、Blue Note)
- ホレス・シルヴァー : 『ホレス・シルヴァー・トリオ&アート・ブレイキー、サブー』 - Horace Silver Trio (1956年、Blue Note) ※1953年録音
- アート・ブレイキー : 『バードランドの夜 Vol.1』 - A Night at Birdland Vol. 1 (1954年、Blue Note)
- アート・ブレイキー : 『バードランドの夜 Vol.2』 - A Night at Birdland Vol. 2 (1954年、Blue Note)
- アート・ブレイキー : 『バードランドの夜 Vol.3』 - A Night at Birdland Vol. 3 (1954年、Blue Note)
- J・J・ジョンソン : The Birdlanders (1991年、Fresh Sound) ※1954年録音
- ジョニー・グリフィン : 『イントロデューシング・ジョニー・グリフィン』 - Introducing Johnny Griffin (1956年、Blue Note)
- クリフ・ジョーダン & ジョン・ギルモア : 『ブローイング・イン・フロム・シカゴ』 - Blowing in from Chicago (1957年、Blue Note)